# Room No. 9
Room No. 9 (hangul: 나인룸; rr: Naillum) é uma telenovela sul-coreana exibida pela emissora tvN de 6 de outubro a 25 de novembro de 2018, com um total de 16 episódios. É estrelada por Kim Hee-sun, Kim Hae-sook e Kim Young-kwang. Seu enredo refere-se a duas mulheres que possuem seu destino alterado enquanto trocam de corpo.  

## Enredo
Eulji Hae Yi (Kim Hee-sun) é uma advogada de uma grande firma de advocacia. Ela se encontra na sala 9 da prisão de mulheres, com a detenta e condenada a morte Jang Hwa-sa (Kim Hae-sook), uma assassina de um caso de envenenamento. Este encontro leva as duas a trocarem de corpos. Enquanto isso, o médico Gi Yoo-jin, namorado de Eulji Hae Yi (Kim Young-kwang), de alguma forma detém a chave para esse destino. 

## Elenco

### Principal
- Kim Hee-sun como Eulji Hae-yi

Uma advogada bonita e manipuladora, que tem 100% de êxito em tribunal.
- Kim Hae-sook como Jang Hwa-sa

Uma condenada no corredor da morte que é a assassina infame por trás de um caso de assassinato por envenenamento.
- Kim Young-kwang como Gi Yoo-jin / jovem (real) Gi San

Namorado de Hae-yi que é médico de família. Ele parece ser inteligente e gentil, mas esconde um lado interior obscuro.

### De apoio
- Lee Geung-young como Gi San, meio-irmão de Yoo-jin que esconde um segredo do seu passado.[1]
- Oh Dae-hwan, um investigador.[1]
- Jung Jae-won como Gi Chang-sung, filho de Gi San que vive sem leis.[2]
- Kim Jae-hwa como Kam Mi-ran[3]
- Jung Won-jong como Ma Hyun-chul[3]
- Im Won-hee[3]
- Jung Yeon-joo como Han Hyun-hee[3]
- Kang Shin-il como Eulji Sung[3]
- Son Sook como mãe de Jang Hwa-sa
- Son Byong-ho como Kim Jong-soo[4]
- Min Sung-wook como So Young-chul[5]

### Participações especiais
- Yoon Park como Chu Young-bae[6]
- Song Yoon-ah como Park Hyun-jung

## Trilha sonora
1. "Life Answers" (삶이 대답한다) - Lim Jeong-hee
2. "Rewind" - Navi

## Recepção
Na tabela abaixo, os números azuis representam as audiências mais baixas e os números vermelhos representam as audiências mais elevadas.
| Episódio | Data de transmissão original | Audiência média | Audiência média              |
| Episódio | Data de transmissão original | AGB Nielsen     | AGB Nielsen                  |
| Episódio | Data de transmissão original | Em todo o país  | Região Metropolitana de Seul |
| -------- | ---------------------------- | --------------- | ---------------------------- |
| 1        | 6 de outubro de 2018         | 6.155%          | 7.164℅                       |
| 2        | 7 de outubro de 2018         | 5.413%          | 6.260%                       |
| 3        | 13 de outubro de 2018        | 4.785%          | 5.537%                       |
| 4        | 14 de outubro de 2018        | 5.602%          | 6.878%                       |
| 5        | 20 de outubro de 2018        | 3.464%          | 3.844%                       |
| 6        | 21 de outubro de 2018        | 4.531%          | 5.702%                       |
| 7        | 27 de outubro de 2018        | 3.862%          | 4.919%                       |
| 8        | 28 de outubro de 2018        | 4.226%          | 4.926%                       |
| 9        | 3 de novembro de 2018        | 4.041%          | 4.965%                       |
| 10       | 4 de novembro de 2018        | 4.384%          | 5.092%                       |
| 11       | 10 de novembro de 2018       | 3.516%          | 3.968%                       |
| 12       | 11 de novembro de 2018       | 4.643%          | 5.342%                       |
| 13       | 17 de novembro de 2018       | 3.071%          | 3.542%                       |
| 14       | 18 de novembro de 2018       | 4.653%          | 5.420%                       |
| 15       | 24 de novembro de 2018       | 3.744%          | 4.485%                       |
| 16       | 25 de novembro de 2018       | 5.229%          | 5.916%                       |
| Média    | Média                        | 4.457%          | 5.120%                       |

- Este drama foi transmitido por um canal de televisão por assinatura, que normalmente tem um público relativamente menor em comparação com as emissoras de televisão abertas (KBS, SBS, MBC e EBS).